# Восточная компания
Восточная или Истляндская (англ. Eastland Company) или Остзейская компания — английская торговая компания, которая была основана в 1579 году для торговли по Балтийскому морю с Польшей, Прибалтикой и Скандинавией.
Как и в случае с Московской компанией, негласной задачей её деятельности была борьба с Ганзой за лидерство в европейской торговле. Восточная компания первой начала использовать в качестве эмблемы фантастическое вьючное животное (с головой осла и крупом верблюда), а вслед за ней «ословерблюдом» стала обозначать сферу своих интересов и Московская компания.

## См.также
- Московская компания
- Левантийская компания